# Витезови код Лужичких Срба
„Витезови” код Лужичких Срба (лат. Withasii, старолужичкосрп. wiťaz
, глсрп.  — данаc „вазалови”) врста је наследног војног сталежа коњаника (врста сељака) код потомака лужичкосрпског племена Далеминаца у Мајсенској маркгрофовији. У хијерархији су били између жупана и смердима.
Варијанте имена: witschacz, witsezen, weiczhessen, wutzkern, wuczschken, wuczass Withasii као представници месног словенског становништва се спомињу у повељи од 1181. године (лат. in equis servientes, id est withasii — „који су били на служби на коњима”), коју су издали мајсенски маркгрофови Ото и Дитрих манастиру св. Петра на планини Лаутерберг у Саксонији (данас Петерсберг у близини Халеа). 
У овом документу withasii заједно са жупанима (лат. seniorеs villarum, quos lingua sua supanos vocant — „старешине села, које се на њиховом језику зову жупани”) одвајани су од нижих врста становништва: смердова (лат. zmurdi) и зависних од цркве људи (лат. censuales ecclesie vel proprii).
Withasii се спомињу такође у документима од 1307. године, 1334. године, 1428. године, у 15. веку, око 1748. године, средином 18. века у околини Лајпцига (лат. Wuczschken, nomen slavicum, in vicina Lipsiae olim usitatum, et in memoria veterum colonorum).
Овај назив до сада живи између Лужичких Срба као лично име Вићаз (глсрп. Wićaz).